# Servicio de Ayuda Civil
El Servicio de Ayuda Civil (SAC) (en chino tradicional: 民眾安全服務隊) (en inglés: Civil Aid Service) es una organización de defensa civil de la región administrativa especial de Hong Kong que ayuda al gobierno de la ciudad autónoma llevando a cabo una variedad de funciones auxiliares de emergencia y de protección civil, incluyendo las operaciones de Búsqueda y rescate en la Isla de Hong Kong, en Kowloon y en los Nuevos Territorios.

## Misiones
Su principal misión es proporcionar apoyo a las fuerzas regulares de emergencia del gobierno chino en las actividades contra desastres, búsqueda y rescate en las montañas, rescate en caso de inundaciones, prevención y protección contra incendios en el campo. La prestación de servicios de control y gestión de multitudes son las principales funciones públicas del SAC. El patrullaje de los parques, de los campos y las rutas de senderismo. Ayudar a las personas que necesitan ayuda. La puesta a punto de actuaciones para aumentar la atención pública en las principales campañas o actividades organizadas por los departamentos gubernamentales y las organizaciones no gubernamentales, realizando varias actividades de capacitación y ofreciendo servicios profesionales de seguridad y de rescate en la montaña, conjuntamente con los diferentes departamentos gubernamentales y las organizaciones no gubernamentales. El Servicio de Ayuda Civil, está patrocinado por el Gobierno de Hong Kong y sus miembros visten uniformes de color azul marino.

## Formación
El SAC se formó en 1952 durante la época del gobierno colonial británico en Hong Kong. El modelo del SAC, fueron las agencias de Ayuda Civil existentes en aquella época en el Reino Unido. Una sección juvenil, el Cuerpo de Cadetes del Servicio de Ayuda Civil, cuenta con 3.232 voluntarios y la fuerza regular del SAC tiene 3.634 voluntarios. El Servicio de Ayuda Civil, se creó durante el período del gobierno colonial británico. En el Reino Unido también hay una organización de voluntarios similar.

## Organización
El SAC es dirigido por el Jefe del Estado Mayor del Departamento de Asistencia Civil (también llamado Comisario Adjunto).

### Antiguos Comisarios
El Dr. Norman Leung y el Honorable Charles Edward Michael Terry (Comisario Fundador del Cuerpo).

## Instalaciones
- Centro de entrenamiento de Hong Kong - Causeway Bay.
- Campamento de Tai Tan - Sai Kung.
- Yuen Tun Camp - Sham Tseng.[3]

## Vehículos
Los vehículos del SAC son gestionados por la empresa de transporte. Hay varios tipos de vehículos en servicio que se dedican a diferentes usos, incluyendo entre ellos:
- Motocicletas.
- Unidades de mando móvil - Equipadas con microbuses "Toyota Coaster"
- Vehículos de rescate de montaña.
- Vehículos de iluminación de emergencia.
- Comedores móviles.
- Vehículos de rescate.
- Autobuses - marca "Mistubishi"
- Furgonetas, etc.

## Equipo de búsqueda y rescate
La Compañía de Búsqueda y Rescate en la Montaña (en chino tradicional: 民安隊山嶺搜救中隊) está formada por dos equipos de búsqueda y rescate especializados, que operan en terrenos de montaña de Hong Kong (principalmente en los Nuevos Territorios). El equipo de rescate está formado por miembros auxiliares del SAC. La unidad de rescate se formó en 1967 y cuenta con 246 miembros. El equipo de rescate trabaja con los servicios de bomberos de Hong Kong y el servicio de vuelo gubernamental (que proporciona apoyo aéreo) cuando la unidad se despliega en caso de incidentes.